# Persbo, Huddunge
Persbo är en by i Huddunge socken, Heby kommun.
Persbo omtalas i dokument första gången 1538 ("i Padersboda"). Byn omfattar i de äldsta jordeböckerna ett mantal skatte om 4 öresland jord. I de äldsta längderna finns endast en gård, från 1653 två gårdar i Persbo. 
Bland övrig bebyggelse på ägorna märks Forsbo, som visserligen ligger på Huddungbyns ägor, men Persbo ägde en vattendriven sågkvarn i Skogsängsbäcken som rann förbi och torparen skötte denna, och upptas i husförhörslängden under Perbo. Hammarbäck anlades 1859 av bonden Johan Petter Hammarbäck som lät anlägga en från bytomten utflyttad gård här i samband med laga skifte. Karlsborg under 1800-talet ett nu försvunnet torp. 